# Orizabus cuernavacensis
Orizabus cuernavacensis är en skalbaggsart som beskrevs av Juan A. Delgado och Deloya 1990. Orizabus cuernavacensis ingår i släktet Orizabus och familjen Dynastidae. Inga underarter finns listade i Catalogue of Life.